# Карлос Мануель П'єдра
Карлос Мануель П'єдра-і-П'єдра (ісп. Carlos Manuel Piedra y Piedra; 1895–1988) — кубинський політик, тимчасовий президент Куби у січні 1959 року.
Був старшим суддею Верховного суду Куби. 2 січня 1959 року хунта на чолі з Еулохіо Кантільйо призначила його тимчасовим президентом на період передачі влади між адміністрацією Фульхенсіо Батисти та революційним урядом Фіделя Кастро. Останній був проти призначення П'єдри на посаду президента, оскільки бажав бачити на тій посаді Мануеля Уррутіа.
П'єдра став останнім президентом Куби, який народився за іспанської колоніальної влади на острові.
Був одружений з Марією Луїзою Мартінес Діас, від того шлюбу народились дві дочки.